# Лихтенштейн
Лихтенште́йн (нем. Liechtenstein [ˈlɪçtn̩ʃtaɪn]), официально — Кня́жество Лихтенште́йн (нем. Fürstentum Liechtenstein [ˈfʏʁstn̩ˌtuːm ˈlɪçtn̩ʃtaɪn]) — карликовое государство в Центральной Европе. Площадь — 160 км² (190-е место в мире). Население — чуть более 38 тысяч человек (2023, оценка, 194-е место в мире).
Лихтенштейн — одно из трёх сохранившихся суверенных государств в мире со статусом княжества и одно из двух государств (наряду с Монако), которым фактически управляет князь (номинальными сокнязьями третьего княжества — Андорры являются (по должности) президент Франции и архиепископ Урхельский).
Лихтенштейн — многонациональное государство с германоязычным (ок. 80 %) католическим (ок. 73 %) большинством. Находится между Австрией на востоке и Швейцарией на западе.
Столица государства — Вадуц. Прилегает к восточной границе Швейцарии.
Форма правления — дуалистическая монархия. Орган конституционного надзора — Государственный суд правосудия (Staatsgerichtshof), высшая судебная инстанция — Верховный суд правосудия (Oberster Gerichtshof), суды апелляционной инстанции — 1 высший суд (Obergericht), суды первой инстанции — 1 земельный суд (Landgericht), суды административной юстиции — административные суды правосудия (Verwaltungsgerichtshof). Не являясь членом ни Европейского союза, ни НАТО, Лихтенштейн входит в Европейское экономическое пространство; участник Шенгенского соглашения.

## Этимология
Название княжества происходит от правящей династии Лихтенштейнов (фон унд цу Лихтенштейн). Лихтенштейн в настоящее время — одно из трёх государств мира, имеющих название, данное в честь правящей династии, наряду с Иорданским Хашимитским Королевством (у власти находится династия Хашимитов) и Королевством Саудовская Аравия (династия Саудитов).

## История
Территория Лихтенштейна с 15 года до н. э. входила в римскую провинцию Реция. Франки вторглись в страну в 536 году. Позже, при Карле Великом, с должности губернатора был смещён епископ, и на эту должность стали назначать светских правителей. Район находился под властью Каролингов до 911 года, когда Восточно-Франкское королевство распалось на большие и малые герцогства.
В пределах герцогства Швабия на территории нынешнего Лихтенштейна находились феодальные владения Шелленберг и Вадуц, вошедшие затем в состав Священной Римской империи. В 1507 году император Максимилиан предоставил Вадуцу особые права и привилегии, включая суверенитет и сбор налогов. Эти права были переданы австрийскому семейству Лихтенштейнов.
Род Лихтенштейнов очень хотел получить место в Рейхстаге Священной Римской империи. Для этого он должен был владеть землями, сюзереном которых был бы непосредственно сам император. Ради этого Ханс-Адам I приобрёл у обедневших владельцев Хоэнемса два крохотных феода на границе со Швейцарией — Шелленберг (в 1699 году) и Вадуц (в 1712 году). У этих земель был необходимый правовой статус.
Благодаря содействию Евгения Савойского (приходившегося князю Лихтенштейну сватом) в 1719 году император признал главу семейства, Антона Флориана, князем суверенного достоинства. Так появилось княжество Лихтенштейн.
С 1815 по 1866 год Лихтенштейн входил в состав Германского союза, причём в 1860 году Лихтенштейны стали наследственными членами верхней палаты австрийского парламента, а в 1866 году в результате распада Германского союза, при Иоганне II Лихтенштейне (1840—1929), княжество обрело полную независимость. В австро-прусской войне 1866 года Лихтенштейн выступал в качестве союзника Австрии, с 1876 по 1918 год имел тесные связи с Австро-Венгрией.
В Первой мировой войне княжество соблюдало нейтралитет. После войны Лихтенштейн расторг договор с Австрией и переориентировался на Швейцарию: в 1921 году было подписано соглашение о торговле и почтовой службе, в 1924 году заключён таможенный союз. С тех пор валютой Лихтенштейна является швейцарский франк. С 1919 года Швейцария представляет дипломатические и консульские интересы Лихтенштейна за рубежом.
Во время Второй мировой войны княжество соблюдало нейтралитет, после её окончания оставалась единственной страной, которая не выдала СССР укрывшихся в стране солдат и офицеров дивизии «Руссланд» под командованием Б. В. Смысловского в связи с отсутствием юридической силы Ялтинской конференции на территории княжества. Неизвестно, сколько из них эмигрировали в страны Южной Америки из Лихтенштейна.
В 1975 Лихтенштейн вступает в ОБСЕ, в 1978 в Совет Европы, в 1990 году в ООН, в 1991 году — в Европейскую ассоциацию свободной торговли, 19 декабря 2011 года — в Шенгенскую зону.
В 2020 году власти Лихтенштейна официально потребовали от Чехии вернуть 2 тысячи км² с городом Вальтице и деревней Леднице, а также замками, ранее принадлежавшими правящей династии.

## Географические данные

Карта Лихтенштейна

Княжество находится в отрогах Альп, самая высокая точка — гора Граушпиц (2599 м). По западной части страны протекает одна из крупнейших рек Западной Европы — Рейн. Климат умеренный, осадков 700—1200 мм в год. Около четверти территории покрыто лесами (ель, бук, дуб), в горах — субальпийские и альпийские луга.

## Климат
Умеренно континентальный, альпийский. Средняя температура января — около 0 °C, июля +19 °C.

## Политическая структура

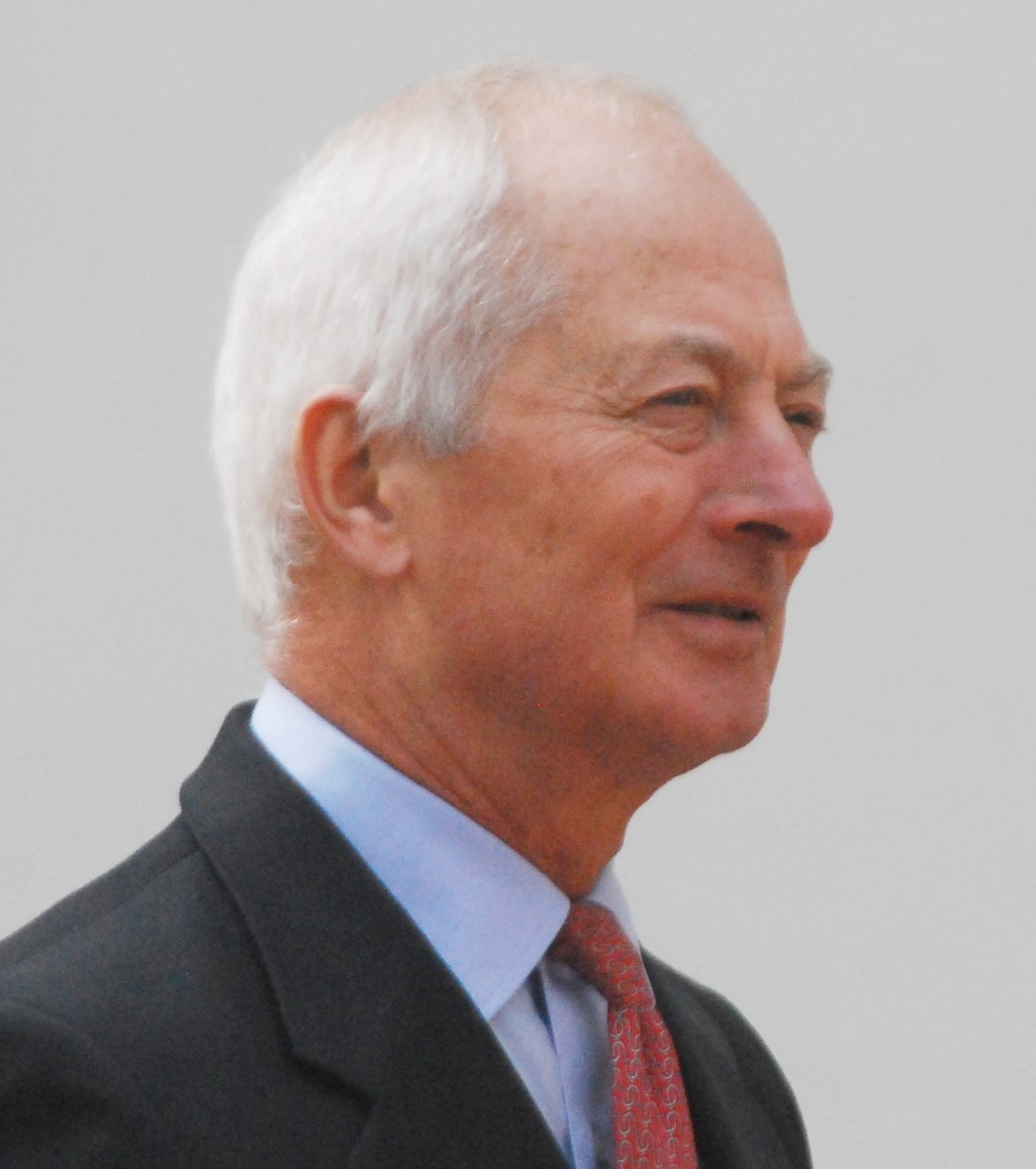
Правящий 15-й князь Лихтенштейна Ханс-Адам II

Лихтенштейн — унитарное государство с дуалистической монархией. Действующая конституция вступила в силу 5 октября 1921 года. Глава государства — Ханс-Адам II, князь фон унд цу Лихтенштейн, герцог Троппау и Егерндорф, граф Ритберг. Фактически управлял страной с 1984 года, а вступил на престол 13 ноября 1989 года. Князь осуществляет управление государством, визирует принимаемые ландтагом (парламентом) законодательные акты, представляет Лихтенштейн во взаимоотношениях с другими государствами, назначает государственных служащих, обладает правом помилования. В результате конституционного референдума 2003 года князь получил очень широкие полномочия, включая право налагать вето на любые законопроекты и решения референдумов, распускать правительство, назначать и снимать членов правительства, единолично принимать особо важные законы и назначать судей. Таким образом, власть князя стала близка к абсолютной. Попытка ограничить полномочия князя и отменить его право вето на решения референдума не была поддержана на конституционном референдуме 2012 года.
Законодательный орган — ландтаг, который состоит из 25 депутатов, избираемых прямым тайным голосованием по системе пропорционального представительства (15 депутатов от Оберланда и 10 депутатов от Унтерланда) сроком на 4 года.
Исполнительный орган — правительство (Regierung), состоящий из правительственного начальника (Regierungschef) и правительственных советников (Regierungsrat).
В стране действуют пять партий, из них две ведущие — консервативная Прогрессивная гражданская партия (Fortschrittliche Bürgerpartei, FBP) и либерально-консервативный Патриотический союз (Vaterländische Union, VU), и три малые — Свободный список (Freie Liste, FL) — левая социально-экологическая партия, а также правоцентристские Независимые (die Unabhängigen, DU), которые в 2018 году разделились на две части.

## Органы правопорядка и юстиции
Полиция Лихтенштейна (нем. Landespolizei) насчитывает 120 сотрудников, служащих в уголовной полиции, полиции безопасности и дорожного контроля и в координационной службе. Кроме того, существует коммунальная полиция (нем. Gemeindepolizei).
Княжество отказалось от вооружённых сил в 1868 году. В конституции, однако, закреплено положение о воинской повинности.

## Международные отношения

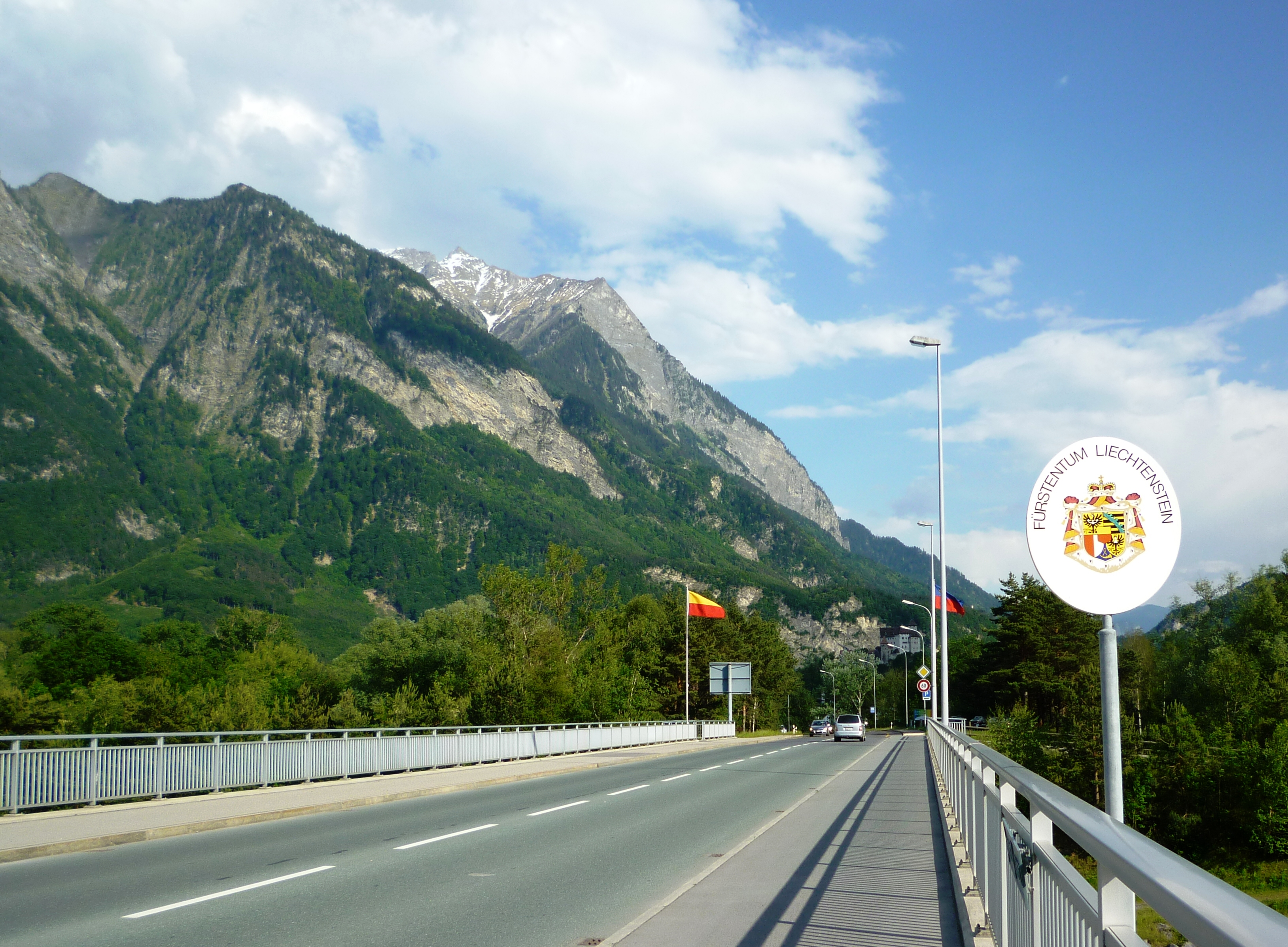

В 2004 году Лихтенштейн заключил с Евросоюзом договор о расширении Европейской экономической зоны. Долгое время подписание договора откладывалось вследствие вхождения в ЕС в 2004 году Чешской и Словацкой Республик. Чехия и Словакия отказывались признавать Лихтенштейн государством из-за нерешённых вопросов собственности правящего княжеского дома. По декретам Бенеша собственность немецких (в том числе также австрийских и лихтенштейнских) частных и юридических лиц на территории Чехословакии была экспроприирована этим государством. 8 сентября 2009 года между Чешской Республикой и Лихтенштейном был заключён договор о сотрудничестве, что ознаменовало дипломатическое признание Лихтенштейна Чехией. В декабре того же года был подписан аналогичный договор со Словакией.
Княжество имеет свои посольства в США, Германии, Бельгии (одновременно представляет Лихтенштейн в Ватикане и является миссией при Европейском союзе), Швейцарии и Австрии. В других государствах интересы Лихтенштейна представляют посольства Швейцарской Конфедерации.

## Административное деление
Лихтенштейн состоит из двух исторически сложившихся административных частей: Оберланд (Верхний Лихтенштейн) с центром в городе Вадуц, и Унтерланд (Нижний Лихтенштейн) с центром в городе Шелленберг.
Княжество Лихтенштейн разделено на 11 муниципальных районов (коммун). Районы состоят из двух или одного села. Настоящих городов в стране нет. Пять коммун находятся в пределах избирательного округа Нижний Лихтенштейн, оставшиеся шесть относятся к Верхнему Лихтенштейну.

## Население
| Численность населения, чел. (31 декабря) | Численность населения, чел. (31 декабря) | Численность населения, чел. (31 декабря) | Численность населения, чел. (31 декабря) | Численность населения, чел. (31 декабря) | Численность населения, чел. (31 декабря) | Численность населения, чел. (31 декабря) | Численность населения, чел. (31 декабря) |
| 1901                                     | 1911                                     | 1921                                     | 1930                                     | 1941                                     | 1950                                     | 1960                                     | 1970                                     |
| ---------------------------------------- | ---------------------------------------- | ---------------------------------------- | ---------------------------------------- | ---------------------------------------- | ---------------------------------------- | ---------------------------------------- | ---------------------------------------- |
| 7531                                     | ↗8693                                    | ↗8841                                    | ↗9948                                    | ↗11 094                                  | ↗13 757                                  | ↗16 628                                  | ↗21 350                                  |
| 1980                                     | 1990                                     | 2000                                     | 2010                                     | 2014                                     | 2015                                     | 2016                                     | 2017                                     |
| ↗25 215                                  | ↗29 032                                  | ↗32 863                                  | ↗36 149                                  | ↗37 366                                  | ↗37 815                                  | ↘37 622                                  | ↗37 810                                  |
| 2018                                     | 2019                                     | 10.12.2020                               |                                          |                                          |                                          |                                          |                                          |
| ↗38 114                                  | ↗38 378                                  | ↗38 590                                  |                                          |                                          |                                          |                                          |                                          |

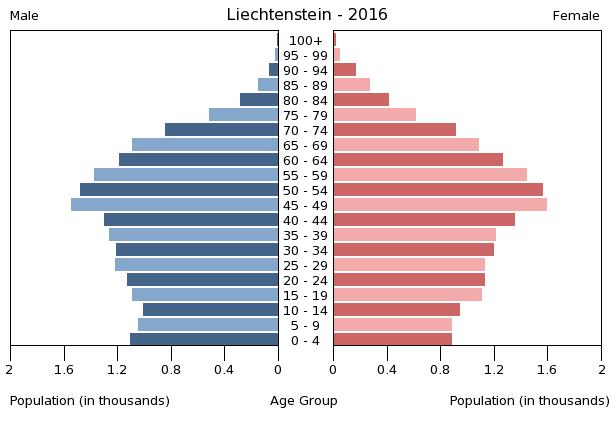
Демографическая пирамида Лихтенштейна в 2016

Население на 10 декабря 2020 — 38 590, средняя плотность населения около 235,64 человек на км².
Рождаемость — 10,3 новорождённых на 1000 человек (2024, оценочно). Смертность — 8,2 на 1000 человек (младенческая смертность — 3,9 на 1000 новорождённых).
Иммиграция — 4,66 на 1000.
Годовой прирост населения — 0,7 % (2009).
Годовой прирост населения — 0,894 % (2011).
Годовой прирост населения — 0,985 % (2012).
Средняя продолжительность жизни: мужчин — 79,8 лет, женщин — 84,8 года (2018).
Большая часть жителей — немецкого происхождения (алеманской народности), близкого к населению Швейцарии, Форарльберга, юго-западной Германии и Эльзаса. Коренные жители составляют 66 %, иностранцы — 34 % или 13 тыс.человек. Большинство иностранцев — из соседних государств (швейцарцы, австрийцы и немцы) — 20 % (7,4 тыс.), а также итальянцы (1,2 тыс.), португальцы, турки (по 0,7 тыс.), албанцы и прочие. Большую часть Средневековья преобладал романшский язык, к XII—XV векам вытесненный алеманским наречием. Меньшинства недавнего происхождения — типичные для соседних стран выходцы из Турции, бывшей Югославии, Албании и т. д., составляют около 10 % населения. По состоянию на 2019 год, по оценкам ООН, в Лихтенштейне проживало 25 467 иммигрантов, или 67 % населения страны.
Официальный язык — немецкий, в быту — алеманнский диалект немецкого языка.
Большинство верующих (76 %) исповедуют католицизм; протестантизм и православие — около 10 % населения. Растёт число мусульман (5,4 %), в основном турецкого, албанского и боснийского происхождения.
5 крупнейших населённых пунктов (2013):
- Шан — 5933;
- Вадуц — 5229;
- Тризен — 4933;
- Бальцерс — 4539;
- Эшен — 4284.

## Экономика
Лихтенштейн — процветающая индустриальная страна с развитым сектором финансовых услуг и высоким уровнем жизни (девятнадцатое место по индексу развития человеческого потенциала).
ВВП Лихтенштейна в 2014 году составил 4,978 млрд долл. ВВП на душу населения в 2009 году — 139 тыс. долл. США (1-е место в мире).
Главная отрасль экономики — обрабатывающая промышленность: металлообработка, точное приборостроение, оптика, производство вакуумной техники, электронных систем, микропроцессоров. Основу промышленности составляет точное машино- и приборостроение. Крупнейшими фирмами являются «Hilti AG» (крепёжное, малогабаритное строительное оборудование с автономным питанием) и «Oerlikon Balzers Coating AG» (услуги и оборудование для машиностроения по нанесению износостойких тонкоплёночных покрытий методом PVD). Промышленность почти полностью ориентирована на экспорт. Значительное место занимают пищевкусовая (в частности, производство консервов и вин), текстильная, керамическая и фармацевтическая промышленность.
С развитием обрабатывающей промышленности и ростом предпринимательской деятельности трудовые ресурсы самого Лихтенштейна перестали удовлетворять спрос на рабочую силу. В разных сферах экономики заняты примерно 32,4 тыс. человек, при этом более трети из них (12,9 тыс. человек) ежедневно приезжает на работу из Австрии, Швейцарии и Германии. В промышленном секторе занято 43 % работающих, в сфере услуг 55 %, в сельском хозяйстве — менее 2 %.
Значительным источником доходов населения и казны является иностранный туризм, а также выпуск почтовых марок.

### Сельское хозяйство

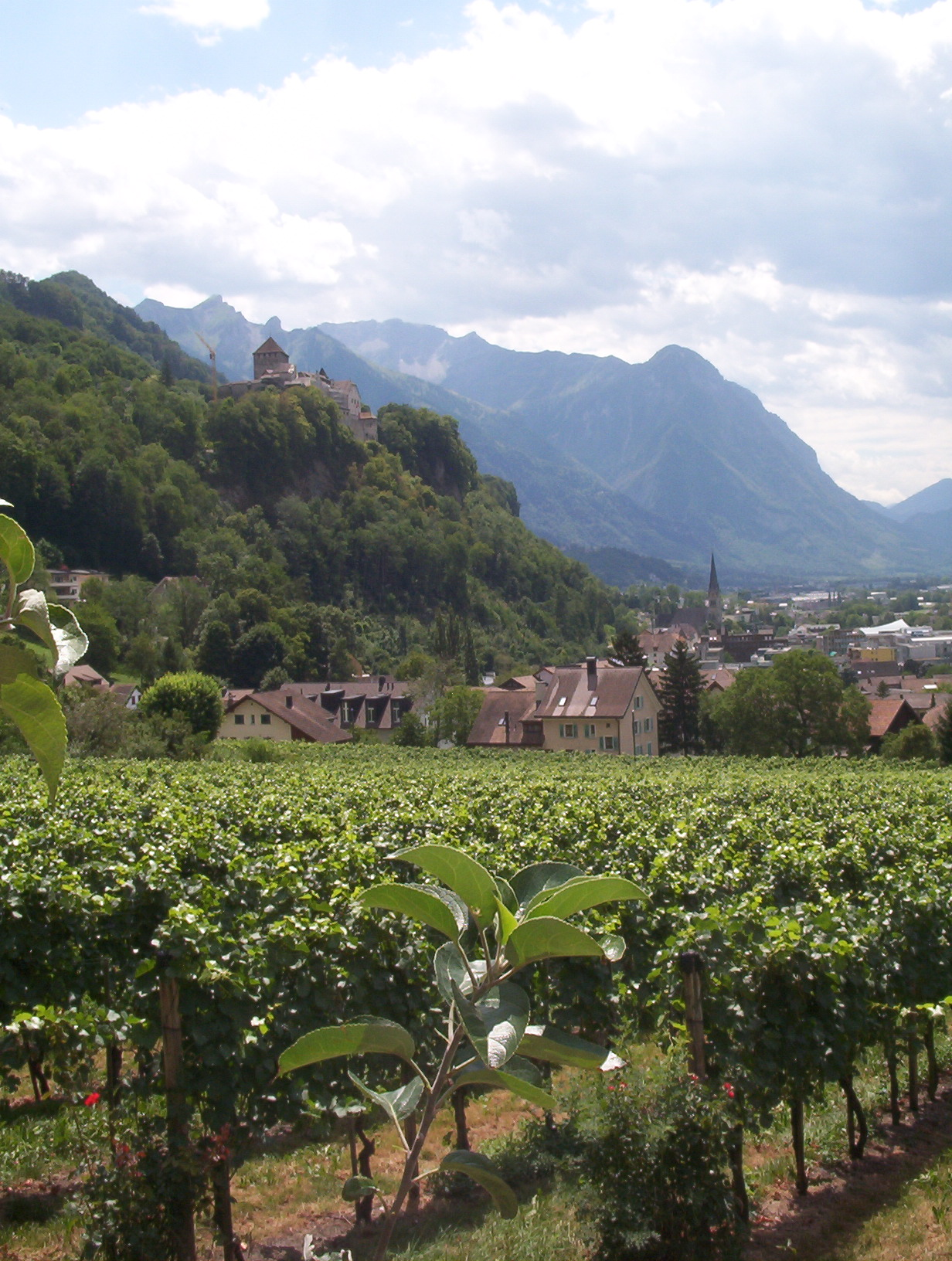
Виноградные угодья на окраине Вадуца

Сельское хозяйство сосредоточено в основном на пастбищном животноводстве мясо-молочного профиля (75 % сельскохозяйственной продукции). Выращивают зерновые культуры, картофель и овощи.
Традиционно развито виноделие. Предгорья и нижние склоны гор заняты садами и виноградниками. Из местных сортов виноградa производят высококачественные вина.

### Банковская система
Страна располагает эффективной банковской системой (общая балансовая сумма около 32,5 млрд швейцарских франков). Крупнейшие банки — Национальный банк, «Лихтенштайнер Глобал Траст», «Фервальтунгс- унд Приватбанк» (с 2005 года имеет представительство в Москве). Благодаря низким налогам на размещаемый капитал и прибыль, а также строго охраняемой банковской тайне Лихтенштейн сохраняет за собой положение крупного финансового центра.
Банки Лихтенштейна попали под критику, после того как в феврале 2008 года в распоряжение прокуратуры Германии попал диск с данными нескольких сотен граждан ФРГ, подозреваемых в уклонении от налогов путём перевода денег на счета различных фондов в Лихтенштейне.
Наряду с Монако и Андоррой княжество Лихтенштейн входит в список «налоговых убежищ» — государств, где резиденты других стран уходят от налогообложения.

### Внешнеэкономические связи
Более 73,7 тысяч международных концернов и иностранных компаний зарегистрированы на территории Лихтенштейна из-за низкого уровня налогообложения, несложных правил регистрации и в целях сохранения финансовой тайны. Бюджет государства складывается главным образом из налогов, в том числе от этих компаний (около 30 %), доходов от выпуска почтовых марок (10 %) и иностранного туризма.

### Внешняя торговля
Экспорт в 2008 году — 2,47 млрд долл. В структуре экспорта преобладают точные приборы, электроника, почтовые марки, керамика. Экспорт направляется в основном в страны ЕС и Швейцарию.
Импорт в 2008 году — 0,92 млрд долл. В структуре импорта фигурируют машины и оборудование, металлические изделия, текстиль, продовольствие, автомобили. Основные партнёры по импорту — страны ЕС и Швейцария.

## Культура

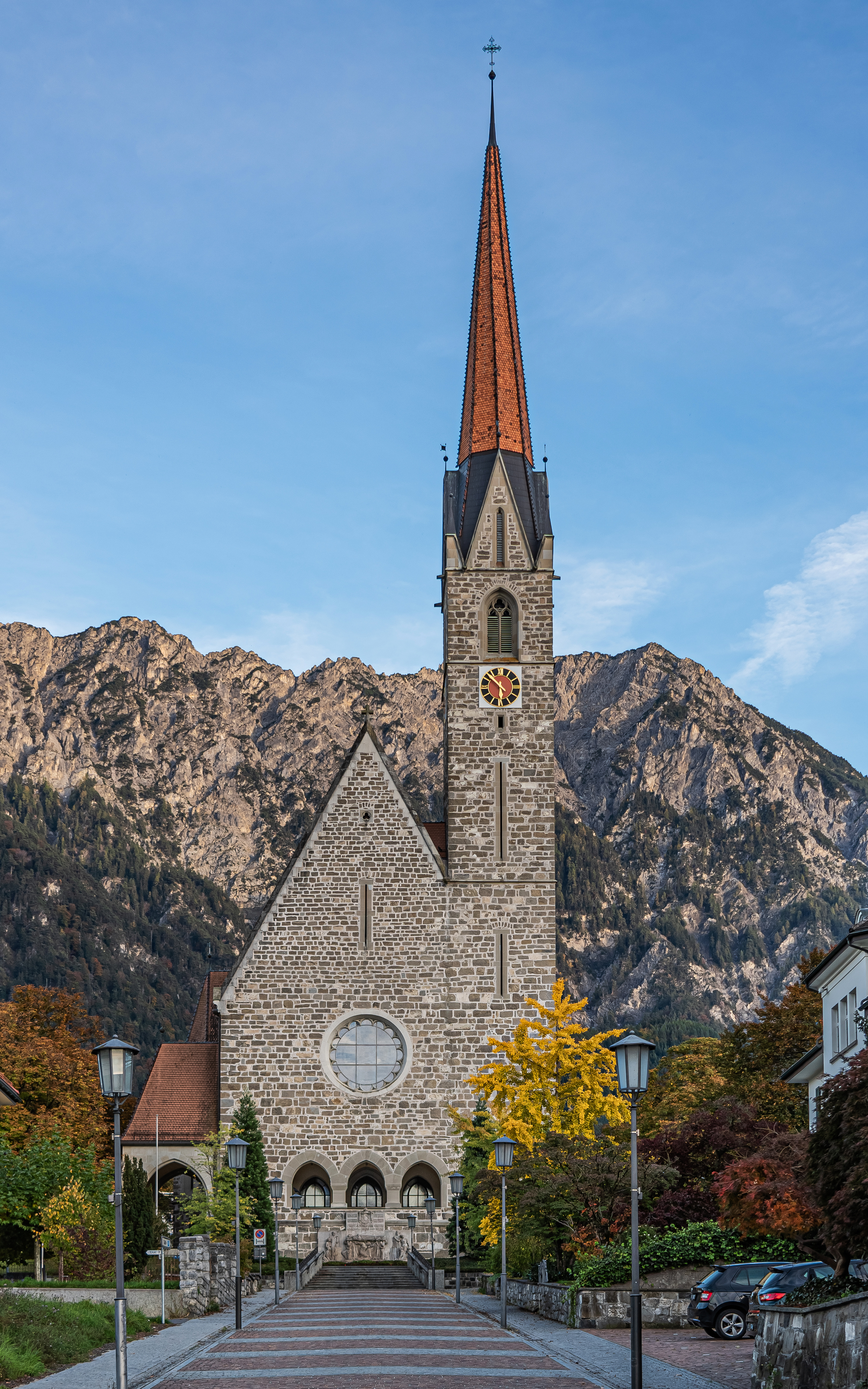
Шан, церковь святого Лаврентия

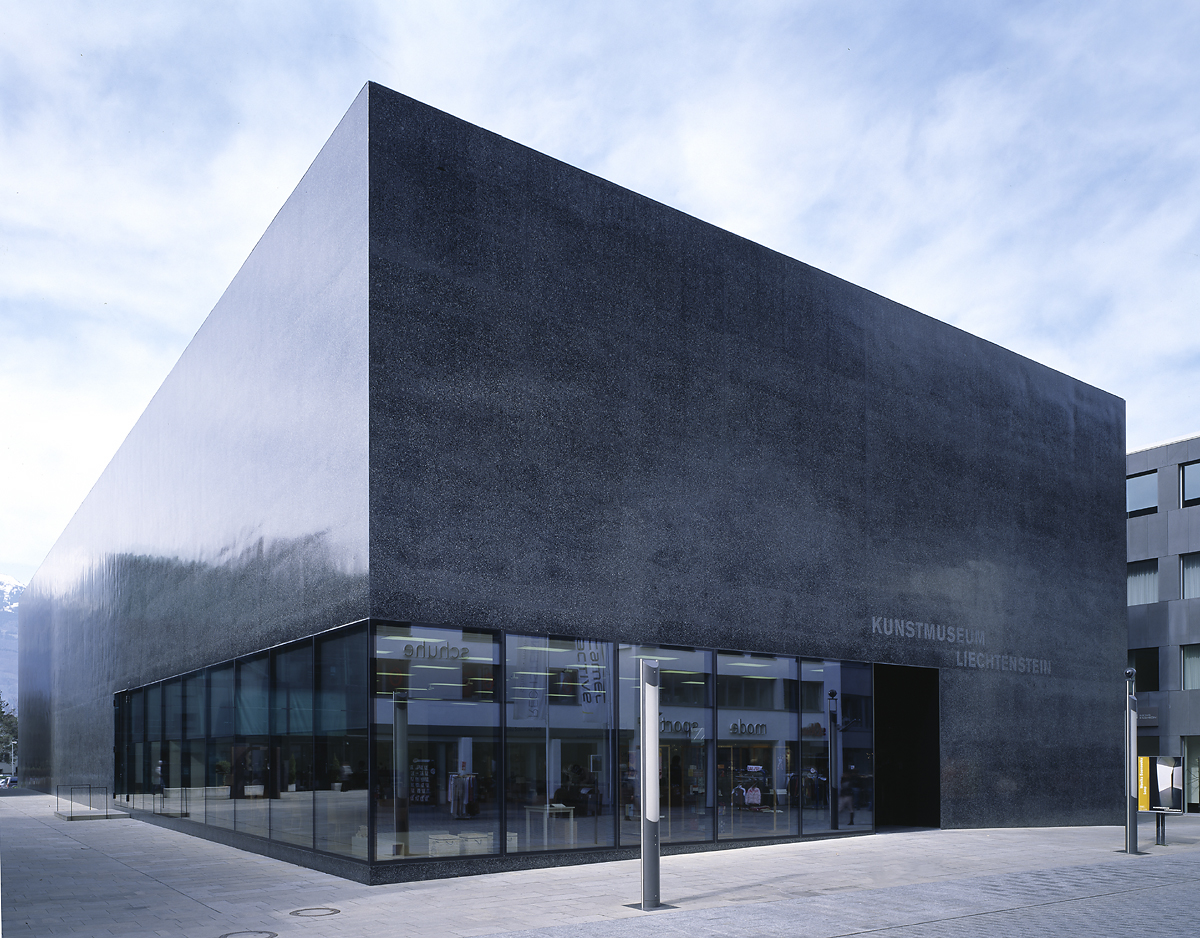
Художественный музей

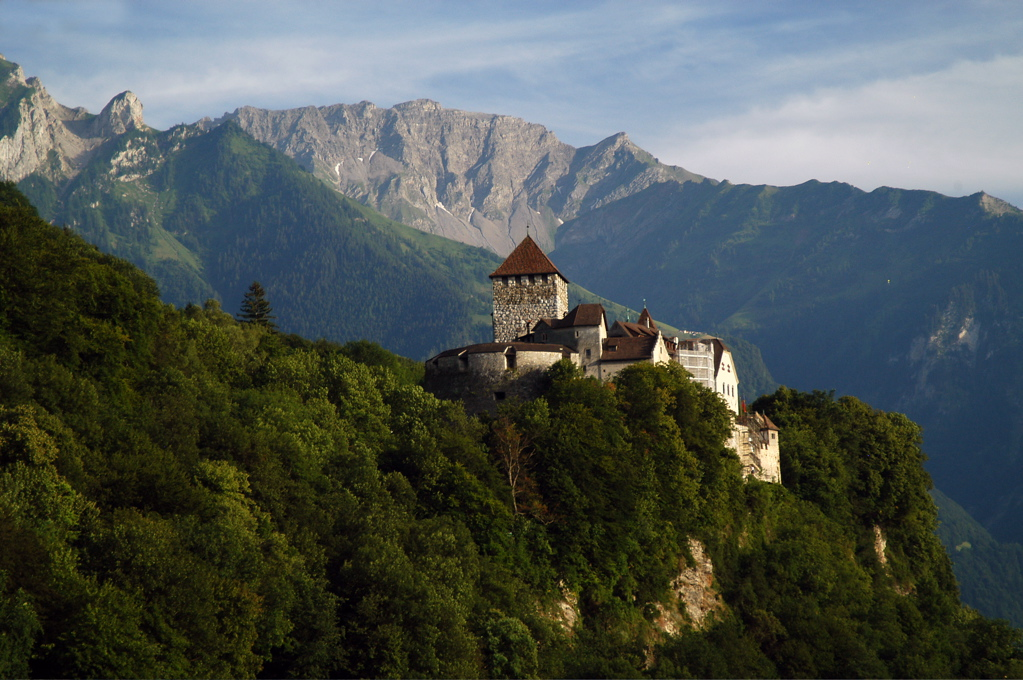
Замок Вадуц, возвышающийся над столицей Лихтенштейна

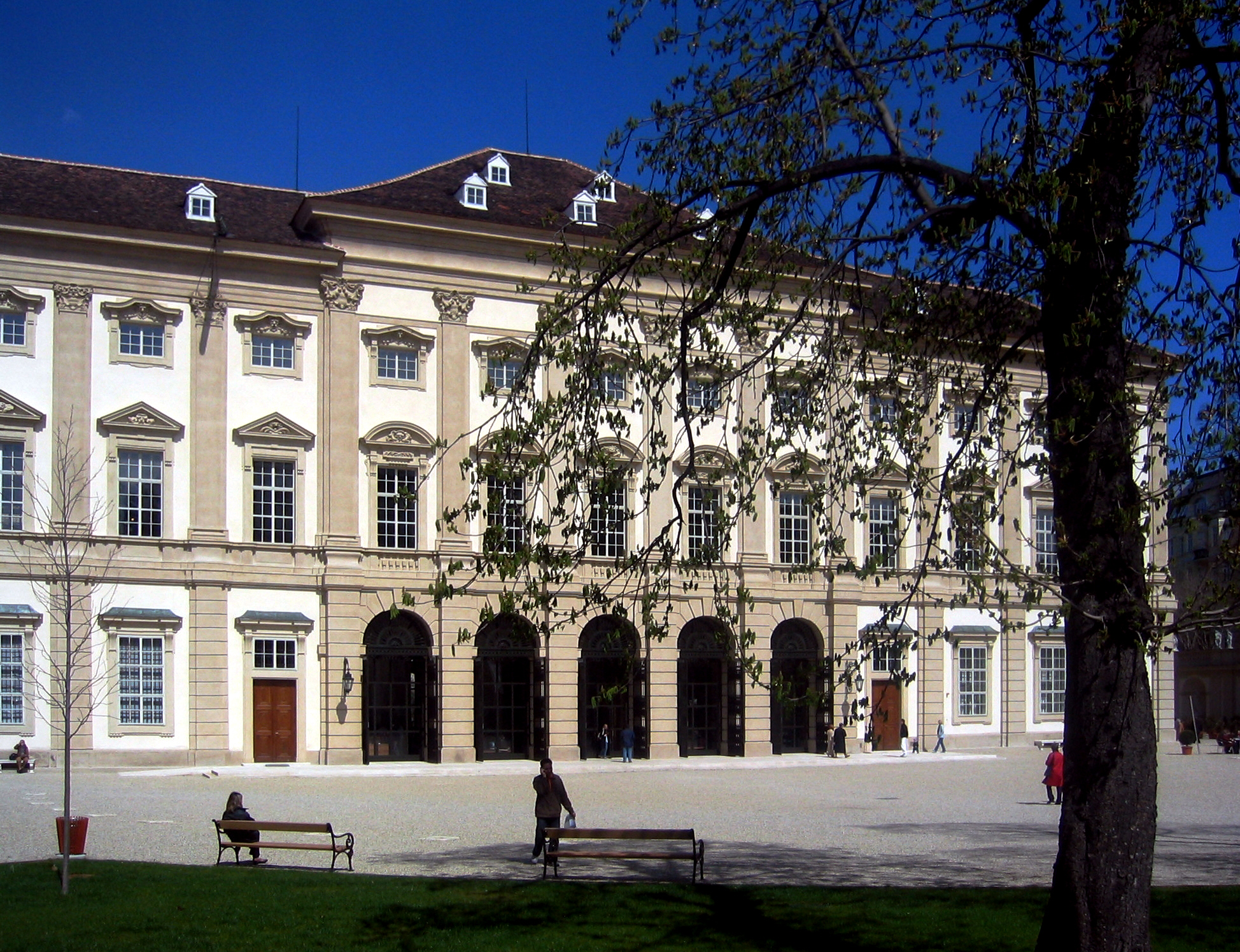
Дворец Лихтенштейн

Из-за своего небольшого размера Лихтенштейн подвергся влиянию внешней культуры и особенно той, которая распространена в южных немецкоязычных регионах Европы, включая Австрию, Баварию, Швейцарию, в частности, Тироль и Форарльберг. «Историческое общество Княжества Лихтенштейн» играет важную роль в сохранении культуры и истории страны.
Художественный музей Лихтенштейна — крупнейший международный музей современного искусства с ценными коллекциями произведений. Постройки швейцарских архитекторов Моргера, Дегело и Кереза являются важной вехой развития Вадуца. Его строительство было завершено в ноябре 2000 года, архитектура которого была выполнена в форме «чёрного ящика» из чёрного базальта. В музее также хранятся национальные коллекции произведений искусства Лихтенштейна.
Другим значительным музеем является Национальный Музей Лихтенштейна (Liechtensteinisches Landesmuseum), в котором выставляются постоянные экспозиции по культурной и природной истории Лихтенштейна, а также специальные выставки. Существуют также Музей печати и Музей лыж.
Наиболее известными историческими достопримечательностями являются замок Вадуц, замок Гутенберг, Красный Дом и руины Шелленберга.
Музыка и театр являются важной частью культуры. Представлено множество музыкальных организаций, например, Лихтенштейнская Музыкальная компания, ежегодный день гитары и Международное Общество Йозефа Габриэля Райнбергера, которое базируется в двух основных театрах.
Частная Коллекция Искусства Принца Лихтенштейна — одна из ведущих в мире частных коллекций произведений искусства, показанных во Дворце Лихтенштейн в Вене.
Любительское радио — хобби некоторых граждан и посетителей. Однако, в отличие от практически всех других государств, Лихтенштейн не имеет своего собственного номера МСЭ. Он использует позывные префиксы Швейцарии (как правило, «НВ»), следующие за нулём.

## Официальные праздники
- 1 января — Новый год;
- 6 января — Богоявление;
- 19 марта — День Святого Иосифа;
- 1 мая — День Труда;
- 15 августа — Национальный день, годовщина обретения суверенитета;
- 8 сентября — Рождество Пресвятой Девы Марии;
- 1 ноября — День Всех Святых;
- 25 декабря — Рождество;
- 26 декабря — День Святого Стефана.

## Топографические карты
- Лист карты L-32-Б Инсбрук. Масштаб: 1 : 500 000.